# Manfred Walter
Manfred Walter (ur. 31 lipca 1937 w Wurzen) – niemiecki piłkarz występujący na pozycji obrońcy. Reprezentant NRD. Trener piłkarski.

## Kariera klubowa
Walter treningi rozpoczął w zespole BSG Traktor Nischwitz. W 1951 roku został zawodnikiem juniorów Empora Wurzen, a w 1956 roku został włączony do jego pierwszej drużyny, grającej w drugiej lidze NRD. W 1961 roku przeszedł do pierwszoligowego Lokomotive Lipsk. W pierwszej lidze NRD zadebiutował 5 marca 1961 w zremisowanym 0:0 meczu z SC Aktivist Brieske-Senftenberg. W Lokomotive grał przez dwa sezony.
W 1963 roku Walter odszedł do także pierwszoligowego BSG Chemie Leipzig. W sezonie 1963/1964 zdobył z nim mistrzostwo NRD, a w sezonie 1966/1967 - Puchar NRD. W 1971 roku zakończył karierę.

## Kariera reprezentacyjna
W reprezentacji NRD Walter zadebiutował 3 stycznia 1965 w wygranym 2:0 towarzyskim meczu z Urugwajem. Wcześniej, w 1964 roku był członkiem reprezentacji, która zdobyła brązowy medal na letnich igrzyskach olimpijskich. W latach 1965–1967 w drużynie narodowej rozegrał 16 spotkań.